# Seeds Of Heaven
Seeds Of Heaven (en español: Semillas de Cielo) es el quinto disco de la carrera de Blue System. Es editado en 1991 bajo el sello BMG Ariola y producido por Dieter Bohlen. El álbum contiene 10 nuevos temas.

## Lista de canciones
| #   | Título                                                   | Tiempo |
| --- | -------------------------------------------------------- | ------ |
| 1.  | "La Serenata (Overture)" (Dieter Bohlen)                 | 1:36   |
| 2.  | "Lucifer" (Dieter Bohlen)                                | 3:16   |
| 3.  | "Testamente D'Amelia" (Dieter Bohlen)                    | 5:35   |
| 4.  | "Is She Really Going Out With Him?" (Dieter Bohlen)      | 3:28   |
| 5.  | "Read My Lips" (Dieter Bohlen)                           | 4:05   |
| 6.  | "Is It A Shame" (Dieter Bohlen)                          | 3:38   |
| 7.  | "Sad Girl In The Sunset" (Dieter Bohlen)                 | 4:35   |
| 8.  | "Lisa Said..." (Dieter Bohlen)                           | 5:05   |
| 9.  | "The Wind Cries (Who Killed Norma Jean)" (Dieter Bohlen) | 3:58   |
| 10. | "Don't Tell Me..." (Dieter Bohlen)                       | 3:55   |

## Posicionamiento
| Listas (1991)         | Máxima Posición |
| --------------------- | --------------- |
| Alemania albums chart | 11              |
| Austria albums chart  | 12              |

- Datos: Q3034823